# Kościół w Blankensee (powiat Vorpommern-Greifswald)
Kościół w Blankensee (niem. Dorfkirche Blankensee) – protestancka świątynia w niemieckiej gminie Blankensee. Filia parafii Boock.

## Historia

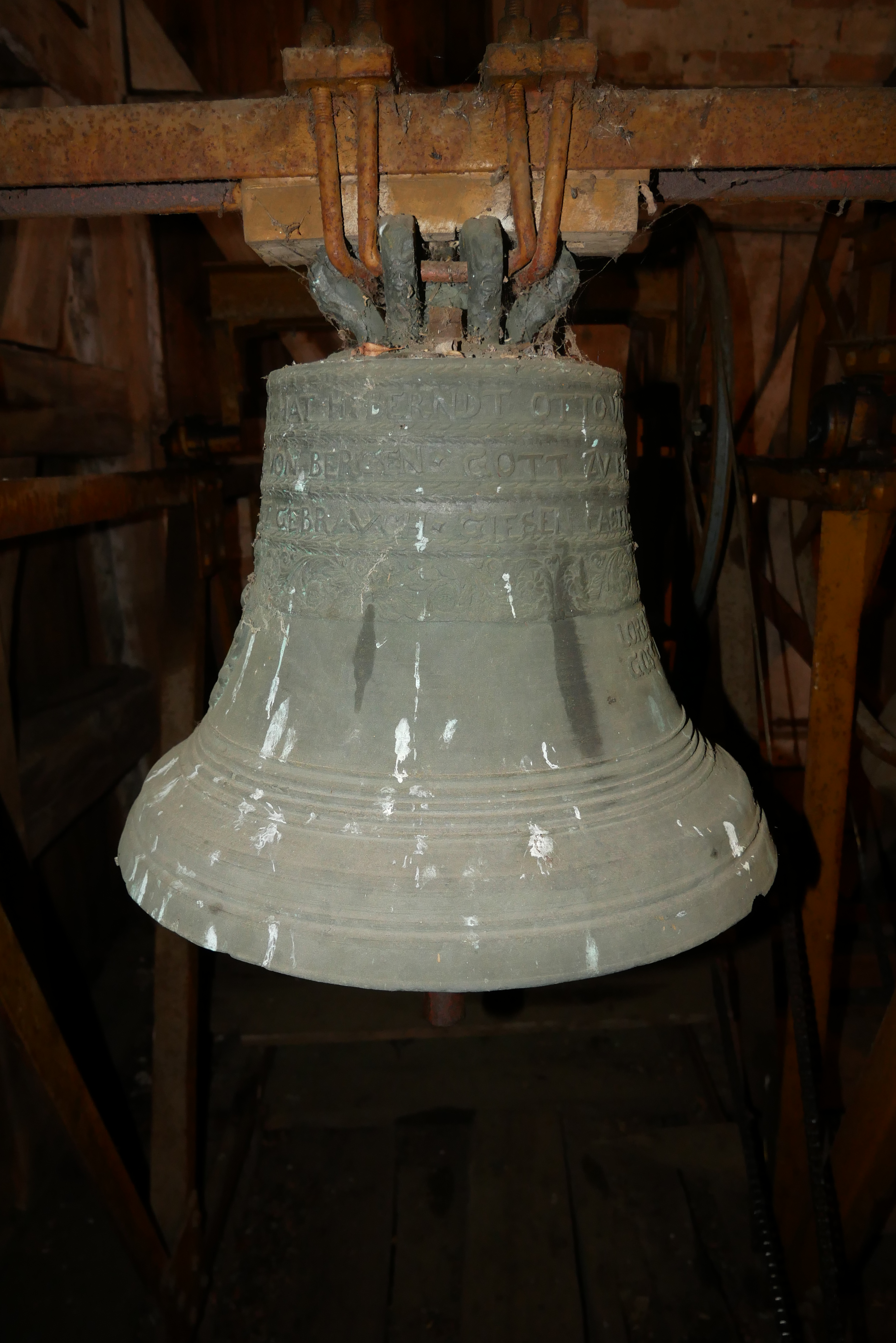
Dzwon kościelny

Świątynię wzniesiono około 1500 roku. W 1777 obiekt przebudowano, a w dach kościoła wbudowano drewnianą wieżę, którą kilka lat później zwieńczono złotym kogutem. W 1888 zainstalowano organy, które wzniósł szczeciński organmistrz Barnim Grüneberg. 18 kwietnia 2002 zamontowano reflektory oświetlające budynek po zmroku.

## Architektura
Świątynia barokowa, jednonawowa, wzniesiona głównie z kamienia polnego. Od zachodu w bryłę kościoła wbudowana jest drewniana wieża okryta barokowym hełmem.